# Liste der Kulturdenkmale in Meusdorf
Die Liste der Kulturdenkmale in Meusdorf enthält die Kulturdenkmale des Leipziger Stadtteils Meusdorf, die in der Denkmalliste vom Landesamt für Denkmalpflege Sachsen mit Stand 2017 erfasst wurden.

## Legende
- Bild: Bild des Kulturdenkmals, ggf. zusätzlich mit einem Link zu weiteren Fotos des Kulturdenkmals im Medienarchiv Wikimedia Commons. Wenn man auf das Kamerasymbol klickt, können Fotos zu Kulturdenkmalen aus dieser Liste hochgeladen werden:
- Bezeichnung: Denkmalgeschützte Objekte und ggf. Bauwerksname des Kulturdenkmals
- Lage: Straßenname und Hausnummer oder Flurstücknummer des Kulturdenkmals. Die Grundsortierung der Liste erfolgt nach dieser Adresse. Der Link (Karte) führt zu verschiedenen Kartendiensten mit der Position des Kulturdenkmals. Fehlt dieser Link, wurden die Koordinaten noch nicht eingetragen. Sind diese bekannt, können sie über ein Tool mit einer Kartenansicht einfach nachgetragen werden. In dieser Kartenansicht sind Kulturdenkmale ohne Koordinaten mit einem roten bzw. orangen Marker dargestellt und können durch Verschieben auf die richtige Position in der Karte mit Koordinaten versehen werden. Kulturdenkmale ohne Bild sind an einem blauen bzw. roten Marker erkennbar.
- Datierung: Baubeginn, Fertigstellung, Datum der Erstnennung oder grobe zeitliche Einordnung entsprechend des Eintrags in der sächsischen Denkmaldatenbank
- Beschreibung: Kurzcharakteristik des Kulturdenkmals entsprechend des Eintrags in der sächsischen Denkmaldatenbank, ggf. ergänzt durch die dort nur selten veröffentlichten Erfassungstexte oder zusätzliche Informationen
- ID: Vom Landesamt für Denkmalpflege Sachsen vergebene, das Kulturdenkmal eindeutig identifizierende Objekt-Nummer. Der Link führt zum PDF-Denkmaldokument des Landesamtes für Denkmalpflege Sachsen. Bei ehemaligen Kulturdenkmalen können die Objektnummern unbekannt sein und deshalb fehlen bzw. die Links von aus der Datenbank entfernten Objektnummern ins Leere führen. Ein ggf. vorhandenes Icon  führt zu den Angaben des Kulturdenkmals bei Wikidata.

## Liste der Kulturdenkmale in Meusdorf
| Bild                                    | Bezeichnung | Lage                               | Datierung | Beschreibung | ID       |
| --------------------------------------- | --- | ---------------------------------- | --- | --- | -------- |
| Direkt Bild zu diesem Denkmal hochladen | Sachgesamtheit Park-Krankenhaus Leipzig-Dösen: Parkgelände und Wegenetz des Parkkrankenhauses, mit verschiedenen Gebäuden, Gedenksteinen, zwei Fahnenmasten, Kirche, Wäscherei, Küche, Gebäude B 1, B 2, B 3, B 4, B 5, B 6, B 7, B 8, B 21, B 27, B 28, B 29, B 35, A 1, A 2, A 3, A 4, A 5, A 6, A 7, A 8, Hauptgebäude B 19 mit davor gestalteter Grünanlage, C 1, D 1, Wohnhaus E 15, A 9, Kegelbahn, Eiskeller (alle Einzeldenkmale, Obj. 09263898, Chemnitzer Straße 50), Völkerschlacht-Erinnerungsstein (siehe Obj. 09298030, Chemnitzer Straße 50) | Chemnitzer Straße 50 (Karte)       | 1899 (Krankenhausanlage), bezeichnet 1900–1901, Hauptgebäude B 19 (Krankenhausanlage)                                                                      | Wasserturm (Objekt 09301725) des Parkkrankenhauses – 2008 abgebrochen, sozialgeschichtlich und baugeschichtlich von Bedeutung, Seltenheitswert; Architekt: Otto Wilhelm Scharenberg | 09304649 |
| Weitere Bilder                          | Einzeldenkmal der Sachgesamtheit Park-Krankenhaus Leipzig-Dösen (Obj. 09304649, Chemnitzer Straße 50): Gedenksteine, zwei Fahnenmaste, Kirche, Wäscherei, Küche, Gebäude B 1, B 2, B 3, B 4, B 5, B 6, B 7, B 8, B 21, B 27, B 28, B 29, B 35, A 1, A 2, A 3, A 4, A 5, A 6, A 7, A 8, Hauptgebäude B 19 mit davor gestalteter Grünanlage, C 1, D 1, Wohnhaus E 15, A 9, Kegelbahn und Eiskeller | Chemnitzer Straße 50 (Karte)       | 1899 (Krankenhaus), bezeichnet 1900–1901, Hauptgebäude B 19 (Krankenhaus), um 1930 (Wohnhaus), 1901 (Eiskeller), 1813 (Gedenkstein), um 1900 (Gedenkstein) | sozialgeschichtlich und baugeschichtlich von Bedeutung, Seltenheitswert | 09263898 |
| Weitere Bilder                          | Gedenkstein zur Erinnerung an die Kämpfe der Völkerschlacht bei Leipzig 1813 | Chemnitzer Straße 50 (bei) (Karte) | 1863 (Gedenkstein) | im Park südlich des Parkkrankenhauses Dösen, Findling mit Inschrift, ortsgeschichtlich von Bedeutung, Erinnerungswert | 09298030 |
| Direkt Bild zu diesem Denkmal hochladen | Verwaltungsgebäude eines Haftkrankenhauses | Chemnitzer Straße 67 (Karte)       | um 1955 (Verwaltungsgebäude) | Putzfassade, sozialgeschichtlich und baugeschichtlich von Bedeutung | 09263888 |
| Weitere Bilder                          | Denkmal für Hafis | Höltystraße (Karte)                | 1972 (Gedenkstein) | zur Erinnerung an den persischen Nationaldichter Hafis (geb. um 1320, gest. um 1389), Sandsteinstele, Seltenheitswert, Geschichtszeugnis In Ecklage Hafisweg steht das wohl einzige für den persischen Nationaldichter Khwa-djeh Schams al-Din Mohammad Shirazi, genannt Hafiz, in Deutschland errichtete Denkmal. Die schlichte graue Sandsteinstele auf einem nur wenig größeren Sockel wurde auf Initiative politisch engagierter iranischer Bürger aufgestellt, die während des Schahregimes Asyl in der DDR gewährt bekommen hatten. Als Anlass diente 1972 der 140. Todestag Johann Wolfgang von Goethes, der Hafiz’ Gedichte in Übersetzung gelesen hatte und von ihnen zu seiner Gedichtsammlung Westöstlicher Diwan (1819) angeregt worden war. Hafiz, Sohn einer Handwerkerfamilie, lebte von etwa 1320 bis 1389 in Shiraz, lehrte an einer Medrese, war zeitweise als Beamter angestellt und gilt als der bedeutendste persische Lyriker. An der Vorderseite des 160 cm hohen Denkmals das Flachrelief eines imaginären Bildnisses (Ganzfigurenrelief) des Dichters und sein Name in persischer Schrift (arabische Buchstaben) darunter, beidseitig Inschriften: links der geschichtliche Hintergrund zur Beziehung der beiden Dichter und rechts Goethes Hymne auf Hafiz aus seinem Westöstlichen Diwan. Sanierung 1996 durch die Firma S. Hackauf im Auftrag des Kulturamtes der Stadt Leipzig. LfD/2007 | 09300926 |
| Direkt Bild zu diesem Denkmal hochladen | Zwei Hauptgebäude eines Haftkrankenhauses | Leinestraße 111 (Karte)            | 1913 (Krankenhaus) | Putzfassaden, Reformstil-Architektur, Seltenheitswert als Haftkrankenhaus, sozialgeschichtlich und baugeschichtlich von Bedeutung | 09263899 |
|                                         | Parkanlage mit Musikpavillon | Prager Straße (Karte)              | 1. Hälfte 20. Jh. (Parkanlage), 1911 (Musikpavillon) | Pavillon auf Ziegelsockel mit Kunststeinsäulen, Parkanlage des ehemaligen Restaurants Meusdorf (siehe Objekt 09263849), im Park Schwarzenberg-Denkmal (siehe Objekt 09263851), ortsgeschichtlich von Bedeutung, Erinnerungswert | 09263850 |
|                                         | Gedenkstein für Karl von Schwarzenberg | Prager Straße (Karte)              | 1838 errichtet (Gedenkstein) | Rosengranitquader auf Sockel, mit Inschrift, zur Erinnerung an den österreichischen Feldmarschall Karl Philipp Fürst zu Schwarzenberg (1771–1820), der in Leipzig verstarb, Heerführer der alliierten Truppen gegen Napoleon in der Völkerschlacht bei Leipzig 1813, Geschichtswert | 09263851 |
| Direkt Bild zu diesem Denkmal hochladen | Ehemalige Gaststätte, heute Seniorenheim, mit Einfriedung | Prager Straße 390 (Karte)          | vor 1860 (Gaststätte) | zweistöckiges verputztes Fachwerkhaus, nach Norden anschließend zweistöckiger Erweiterungsbau massiv, ortsgeschichtlich von Bedeutung, Erinnerungswert | 09263849 |
| Direkt Bild zu diesem Denkmal hochladen | Schule, Turnhalle und Pergola mit Brunnen und Treppen sowie Sitzrondell im Schulfreiraum | Schwarzenbergweg 4 (Karte)         | 1935–1937, bezeichnet 1937 (Schule) | Schule mit Sonnenuhrrelief bezeichnet 1937, Putzfassade, sozialgeschichtlich und baugeschichtlich von Bedeutung | 09263889 |
| Direkt Bild zu diesem Denkmal hochladen | Herrenhaus eines Stadtgutes und Arbeiterwohnhaus | Schwarzenbergweg 40; 42 (Karte)    | Ende 19. Jh. (Wohnhaus), 1913–1914 (Arbeiterwohnhaus) | ehemals Rittergut, später Ratsgut der Stadt Leipzig, Geschichts- und Dokumentationswert | 09263887 |

## Ehemalige Kulturdenkmale
| Bild           | Bezeichnung | Lage                         | Datierung           | Beschreibung                                                                    | ID       |
| -------------- | ----------- | ---------------------------- | ------------------- | ------------------------------------------------------------------------------- | -------- |
| Weitere Bilder | Mietshaus   | Chemnitzer Straße 50 (Karte) | um 1930 (Mietshaus) | Mietshaus in offener Bebauung (Putz-Klinker-Fassade; zum Parkkrankenhaus Dösen) | 09294135 |